# Joseph Arthur Ankrah
‎
Joseph Arthur Ankrah, ganski general in politik, * 18. avgust, 1915, Akra, † 25. november, 1992, Akra.
Ankrah je bil predsednik Gane med letoma 1966 in 1969.